# Carl Luley
Friedrich Carl Luley (* 21. September 1887 in Frankfurt am Main; † 10. März 1966 ebenda) war ein deutscher Volksschauspieler.

## Leben und Werk
Luley war der Sohn eines Eisenbahners und einer Blumenbinderin. Weil seine Mutter von der Theaterwelt begeistert war, wünschte sie sich, dass ihr Sohn Schauspieler werden sollte. Er nahm Unterricht bei dem zeitweise auch in Frankfurt spielenden Charakterdarsteller Max Bayrhammer, dem Vater von Gustl Bayrhammer, und debütierte 1909 in Aschaffenburg. 1912 ging er an das Theater in Bielefeld.
Nach seiner Rückkehr aus dem Ersten Weltkrieg wurde er 1919 an den Städtischen Bühnen in seiner Vaterstadt engagiert. Gemäß seinem Vertrag spielte er vorwiegend Episoden und kleine Rollen. Aufgrund seines ausgeprägten Frankfurter Dialektes übernahm er aber auch die Hauptrollen in den bedeutenden und beim Publikum beliebten Frankfurter Mundartstücken, so beispielsweise erstmals am 4. April 1931 den Kaufmann Muffel in Adolf Stoltzes Alt-Frankfurt, 1936 den Dummbachin Niebergalls Datterich und den Alten Bürgerkapitän im gleichnamigen Stück von Carl Malß oder 1939 den Hampelmann  in der Landpartie nach Königstein (gleichfalls von Malß). Von 1932 bis 1939 wirkte Luley zudem bei den Römerberg-Festspielen mit; besonders populär wurde seine Darstellung des armen Musikanten Kläuslin in Hauptmanns Florian Geyer 1938.
Im März 1944 verlor Luley seine Wohnung bei den Luftangriffen auf Frankfurt am Main. Bis 1956 lebt er mit seiner Frau Gretel geb. Friedrich (1895–1981) in einer Dachwohnung in Neu-Isenburg. Nach Kriegsende begann Luley im zerstörten Frankfurt sogleich wieder Theater zu spielen. Im November 1945 gehörte er zu dem Ensemble, mit dem die Städtischen Bühnen den Spielbetrieb im unzerstörten Börsensaal wieder aufnahm. Am 9. Oktober 1948 wurde dort erstmals wieder „Alt-Frankfurt“ gegeben, mit Luley als Muffel. Mit seinen Bühnenpartnerinnen Anny Hannewald als Frau Funk und Else Knott als Lorchen bildete er fortan das Alt-Frankfurter Trio und erweckte auf der Bühne das alte Frankfurt zum Leben, das es außerhalb des Theaters nicht mehr gab. 1953 wurde er zum Ehrenmitglied der Städtischen Bühnen ernannt.

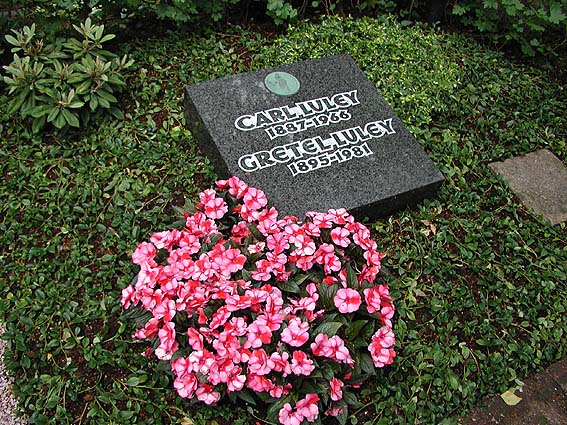
Carl Luleys Grabstätte auf dem Hauptfriedhof in Frankfurt am Main

Carl Luley spielte in zahlreichen Hörspielen des Hessischen Rundfunks mit. Einem großen Publikum wurde er durch die Rolle des Onkel Hesselbach in der Fernsehserie Familie Hesselbach bekannt. Als Drehermeister Dummbach im Datterich von Ernst Elias Niebergall, seiner Lieblingsrolle, war er 1963 in einer vom HR aufgezeichneten Inszenierung der Städtischen Bühnen (mit Joseph Offenbach in der Titelrolle) zu sehen. 1959 verkörperte er unter der Regie von Gerhard F. Hering den Weihnachtsmann in dem Märchenfilm Peterchens Mondfahrt.
Luley entwickelte den Plan, ein Frankfurter Volkstheater zu gründen, konnte ihn aber nicht mehr verwirklichen. Seinem Werben ist allerdings zu verdanken, dass Liesel Christ nach Frankfurt zurückkehrte, die fünf Jahre nach Luleys Tod ihr Volkstheater eröffnete.
1962 zeichnete die Stadt ihn mit der Ehrenplakette der Stadt Frankfurt am Main aus. Sein Grab befindet sich auf dem Frankfurter Hauptfriedhof (Gewann XIII 618).